# Вилья-Нуэва (Кордова)
Вилья-Нуэва (исп. Villa Nueva) — город в департаменте Хенераль-Сан-Мартин провинции Кордова (Аргентина). Образует агломерацию с соседним городом Вилья-Мария.

## История
В 1826 году местный землевладелец Аполинарио Карранса решил основать город, и предоставил губернатору провинции Хуану Баутисте Бустосу план будущего поселения, однако тот его отверг, посчитав, что для жительства людей отведено слишком мало места. Тогда Карранса договорился с другими землевладельцами, и губернатору был представлен новый план, охватывающий гораздо большую площадь, который и был утверждён. Однако расположение на низком берегу реки привело к тому, что поселение часто затапливалось в результате наводнений, и поэтому, когда в 1867 году на противоположном, более высоком, берегу был основан город Вилья-Мария, то он, благодаря наличию железнодорожной станции и отсутствию наводнений, вскоре затмил Вилья-Нуэва.